# 神明造

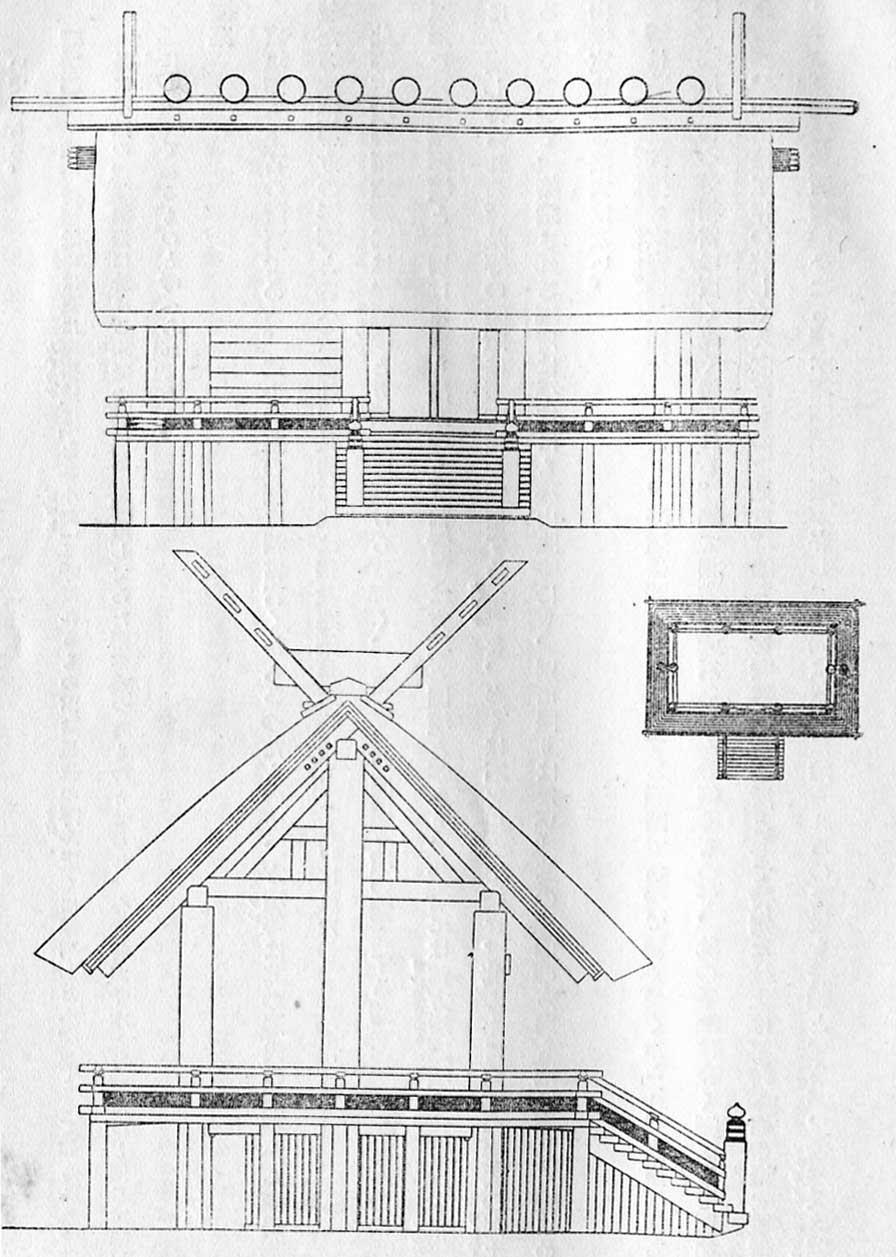
1933年伊勢神宮本殿的神明造型式及建築設計圖

神明造（日语：しんめいづくり）是日本神社的一種建築風格之一。

## 概要
神明造是以伊勢神宮為代表的一種神社建築風格，與以出雲大社為代表的大社造、以住吉大社為代表的住吉造 被視為日本最古老的神社建築風格。其中，大社造被認為是模仿接近正方形的宮殿而建造的，住吉造則類似於大嘗祭的建築風格，而神明造則從高床式倉庫發展而來，由於建築物的寬度及深度比原型還要更大，因而逐漸從儲存穀物轉而變成保存神寶的場所，被視為反映古老信仰與農耕文化歷史的連結。 
另外，最初僅有伊勢神宮的兩座正殿（本殿）皇大神宮（內宮）和豐受大神宮（外宮）擁有神明造風格，明治維新以前，神明造只被使用於神宮領地內的相關神社，後來在明治政府的鼓勵下，
神明造型式的建築擴散到日本各地，其中，伊勢神宮中的建築也被特別譽為「唯一神明造」（ゆいいつしんめいづくり）。

## 沿革

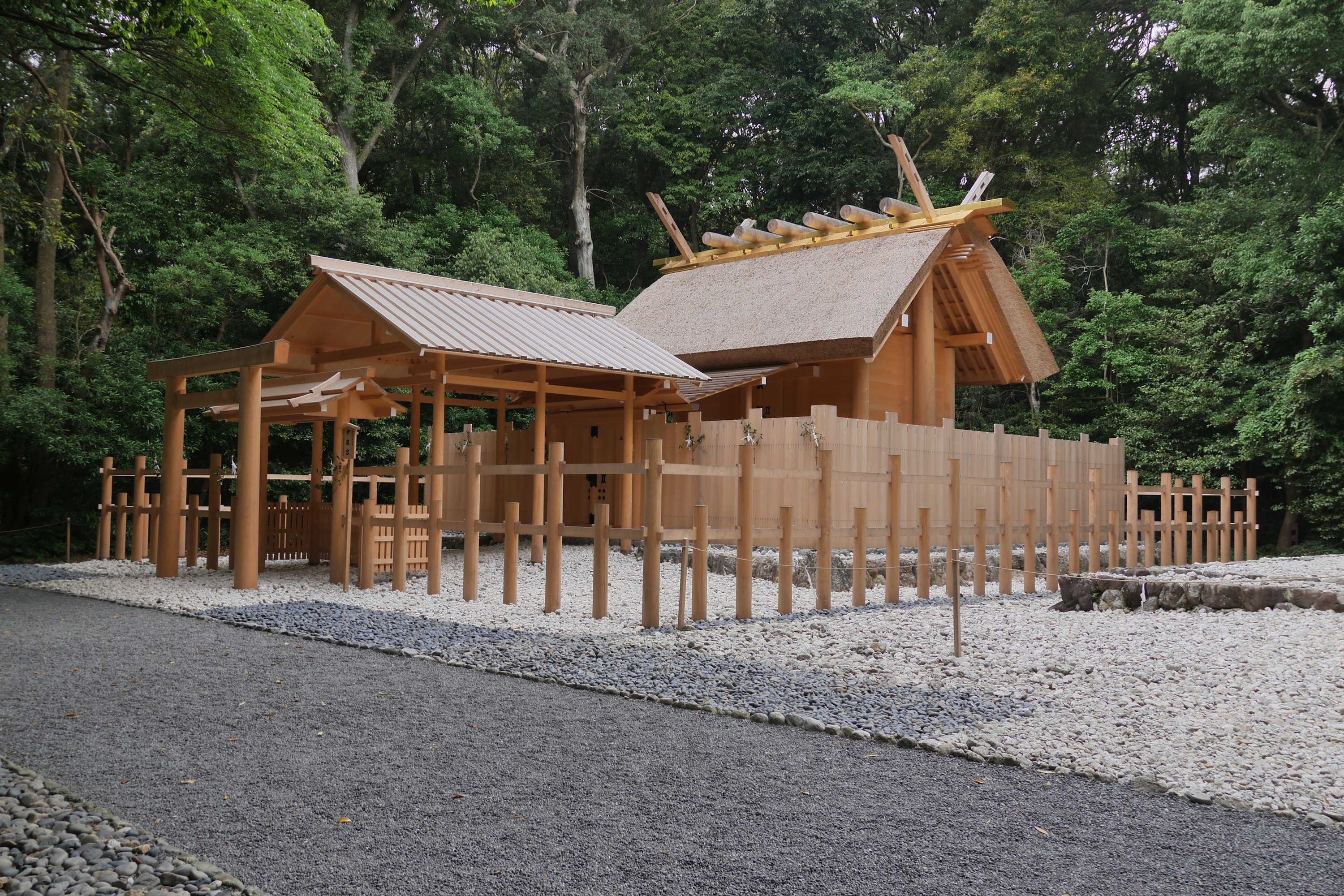
伊勢神宮的獨立神社伊雜宮

神明造所發展的歷史悠久，在現今並未有最早的考證記錄，因此建築物具體的誕生年代仍是不確定的狀態。不過，由於根據彌生時代（公元250-538年）遺跡中的柱遺跡，與神明造中的柱配置相似，所以神明造被認為是彌生時代高床倉庫的發展而來。
擁有神明造社殿的神社，在江戶時代之前除了伊勢神宮之外，只限於伊勢神宮的神領地建造。例如信濃國（今長野縣）的仁科神明宮和丹後國（今京都府）的籠神社等。但是在明治時代以後，由明治主導的新政府開始統治日本，因此也得到鼓勵採用形式上部分改變伊勢神宮形式的神明造社殿在各地進行神社建造的狀況，例如，改用「基石代替豎立的柱子」的方式、「採用合祀」等方式進行神社遷移時，通常使用神明造的社殿進行建設，因此使用神明造的社殿數量增加了。熱田神宮也在明治時代的遷移工程之後成為了神明造，原本熱田神宮屬於尾張造，是尾張地方獨特的形式，而且神寶的草薙劍也被安放在土用殿與本殿並列的特殊形式。但在1893年的遷移中，土用殿被從本殿的敷地內移除，建造了一座雄偉的僅使用神明造的社殿。
臺灣在日治時期期間，於各地所興建的神社大部分均為神明造。

## 構造
神明造的結構，是先以挖出地基後來豎立的掘立柱、並使用切妻屋頂和平入屋頂的形式建造的。除了使用圓柱的柱子和斜切的魚木之外，幾乎所有的木材都被加工成平面，使外觀呈現直線形狀。因此在這一點上，神明造與造型優美的曲線式大社形成了很大的差異之處。

### 屋根
在狹義上，神社建築的茅葺屋頂僅指使用芒草建造的屋頂，但一般來說，杮葺屋頂和銅葺屋頂也包含在內。伊勢神宮的許多攝社、末社和所管社幾乎都是使用杮葺屋頂，而熱田神宮則使用銅葺屋頂。當佛教傳入日本並普及開來時，神道稱寺廟建築為「瓦屋頂」，因此在神社建築中，擁有瓦屋頂的結構是非常罕見的。
由於萱葺和板葺等耐久性較差，因此需要使神明社建築的屋頂的坡度較陡，便於雨水和雪水順利流下，由於是切妻屋頂，因此在簷口的設計跨度也要很大。屋頂的頂端由板覆蓋，並由鰹木加固。
支撐屋頂的博风板側板不僅使用接頭加固，而且末端突出形成千木。在千木・鰹木上則會安裝金銅等裝飾金屬，以提高其耐候性。

### 柱
神明造的建築結構基本上是左右對稱，左右方向上會配置偶數根柱子，該柱子和地面之間沒有礎石和土台，被稱為掘立柱。側面中央則有一根柱子向外突出到屋脊的位置被，稱為棟持柱（むなもちばしら）。棟持柱通常比較粗，並使用強度較高的木材，但在構造上對結構強度的貢獻不大。
社殿的中央有一根柱子，稱為心御柱（しんのみはしら），此外，神明造的柱子除了圓柱形狀的柱子和樑子外，幾乎都是經過平面加工而呈現出直線的外觀。

### 壁
神明造的牆壁使用具有足夠強度的木板。正面中央只有一個開口，使用觀音開門的御門進入。由於御門通常使用單塊木板，因此在大型神社中需要相當多的古木。例如，對於皇大神宮正殿，需要使用樹齡超過400年的檜木來進行木板的製作。

### 床
神明造廟宇採用通風性較好的高床結構，被認為是受到其前身高床倉庫的影響。因此，該建築物設立了相當長的樓梯提供使用者進出。

## 圖片
- 仁科神明宮（日语：仁科神明宮）本殿（國寶）
- 船橋大神宮（日语：船橋大神宮）本殿
- 阿佐谷神明宮（日语：阿佐ヶ谷神明宮）本殿
- 小石川大神宮（日语：小石川大神宮）本殿
- 駒込天祖神社（日语：駒込天祖神社）本殿
- 深川神明宮（日语：深川神明宮）本殿・背面
- 所澤神明社（日语：所沢神明社）本殿
- 高砂天祖神社（日语：天祖神社 (葛飾区高砂)）本殿
- 奥戶天祖神社（日语：天祖神社 (葛飾区奥戸)）本殿